# Charles Murray (7e comte de Dunmore)
Pour les articles homonymes, voir Charles Murray et Murray.
Charles Adolphus Murray, 7e comte de Dunmore (24 mars 1841 - 27 août 1907), titré vicomte Fincastle de sa naissance jusqu'à 1845, est un homme politique écossais du parti conservateur.

## Biographie
Il est le fils aîné d'Alexander Murray (6e comte de Dunmore) et de son épouse, Catherine. Sa grand-mère maternelle est la comtesse russe Catherine Woronzoff (ou Vorontsova), fille de l'ambassadeur de Russie à St James, Semion Romanovitch Vorontsov.
En 1874, il est nommé Lord-in-waiting dans le gouvernement de Benjamin Disraeli, poste qu'il occupe jusqu'en 1880. En 1875, il est nommé Lord Lieutenant du Stirlingshire, poste qu'il occupe jusqu'en 1885. En 1882, il est nommé lieutenant-colonel du 1er volontaires de carabiniers d'Inverness-Shire (plus tard le 1er bataillon de volontaires, Queen's Own Cameron Highlanders). Il prend sa retraite en 1896. En 1892–93, il traverse le Pamir oriental jusqu'à Kachgar.

## Famille
Lord Dunmore épouse Gertrude Coke, troisième fille de Thomas Coke (2e comte de Leicester), le 5 avril 1866 Ils ont six enfants:
- Alexander Murray (8e comte de Dunmore) (1871-1962)
- Evelyn Cobbold (en) (1867-1963), mariée à John Dupuis Cobbold.
- Muriel (décédée en 1946), mariée à Harold Gore Browne.
- Grace (1873-1960), mariée à William James Barry.
- Victoria Alexandrina (1877-1925)
- Mildred (1878-1969), mariée (1) Gilbert Follet, (2) John FitzGerald, 3e baronnet.

## Travaux
- The Pamirs : Being a Narrative of a Year's Expedition on Horseback and on Foot Through Kashmir, Western Tibet, Chinese Tartary, and Russian Central Asia, J. Murray, 1894 (lire en ligne)
- Charles Adolphus Murray Dunmore (7th earl of), The Revelation of Christianus and Other Christian Science Poems, University Press, 1901 (lire en ligne)